# Kurupam

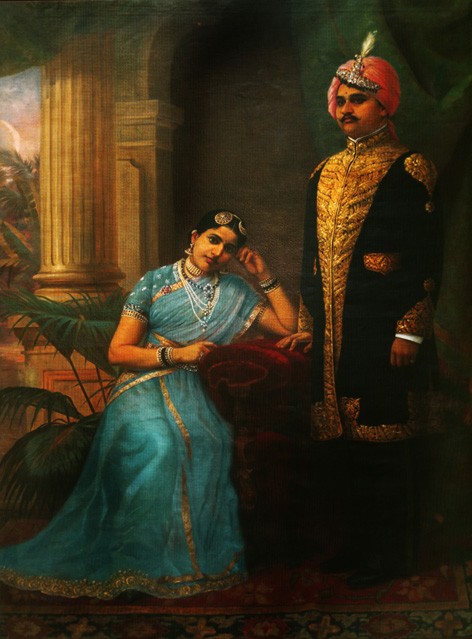
El Raja i la Rani de Kurupam al 1902

Kurupam (telugu - కురుపాం) és un poble i un mandal de l'actual districte de Vizianagaram, Andhra Pradesh, Índia.

## Història
Kurupam fou un estat tributari protegit del tipus zamindari, al districte de Visakhapatnam, a la presidència de Madràs, amb una superfície de 2.072 km², 274 pobles, i uns ingressos de 250.000 rupies. Fou fundat vers 1450. Al segle XVIII Pedda Sanyasi Raju va rebre el títol hereditari de Vyricharla del rajà de Jeypore. El va succeir el seu fill Sivarama Raju que va perdre l'estat el 1755; el seu fill Chinna Sanyasi el tornava a posseir i poc abans de morir el 1802, com que no tenia fills, va adoptar al fill d'un cosí, Sitharama Raju que va governar del 1902 a la seva mort el 1830. La seva vídua Sri Rani Subhadramma Garu va agafar la regència (1830-1841) i va adoptar com a fill a un net, Suryanarayana Raju Bahadur Garu, nascut el 1838 i declarat major d'edat el 1857; va comprar el zamindari de Chemudu; va morir el gener de 1891 i el va succeir el seu fill Sri Raja Vyricharla Virbhadra Raju Bahadur Garu (nascut el 6 de setembre de 1877) que va morir en data desconeguda sent succeït pel seu fill Sri Raja Vyricharla Narasimha Suryanarayana Raju Bahadur Garu, mort el 1926 deixant un fill molt jove, Sri Raja Vyricharla Durga Prasad Deo Raju Bahadur Garu; el consell de Corts (Court of Wards) va agafar l'administració de l'estat fins a la majoria del príncep el 1940. Va governar fins a l'abolició dels zamindaris el 1953.